# Voo Air France 296
O voo 296 da Air France foi um voo de demonstração do desempenho do Airbus, que acabou explodindo a 26 de junho de 1988 na floresta que havia no final da pista do aeroporto da cidade de Habsheim, sul da Alsácia, França. O A320-111, prefixo F-GFKC, transportava 6 tripulantes e 130 passageiros, dos quais 50 saíram feridos e 3 morreram, entre estes um tetraplégico e uma moça que não conseguiram escapar a tempo, ficando bloqueados na cabine que se incendiou na sequência do desastre. Numerosos presentes filmaram a cena:.
O acidente fatal ocorreu apenas dois meses depois do lançamento da aeronave. O piloto Michel Asseline, o primeiro oficial Pierre Mazière, dois funcionários da Air France e o presidente do aeroclube que patrocinou o evento foram julgados. O piloto foi condenado por homicídio culposo e sentenciado a pena de 6 meses na prisão mais 12 meses de condicional; os demais foram sentenciados a condicional. O piloto sempre negou a responsabilidade pelo acidente, que atribuiu ao painel de instrumentos da cabine do avião. Ele afirmou, após ver um vídeo do acidente, que o altímetro indicava uma altura de 30 metros de altura quando na realidade estava a apenas 9 metros.
De acordo com a lei francesa, no caso de um acidente do avião, as caixas pretas dos registros de dados do voo e de voz da cabine do piloto devem ser recuperadas imediatamente pela polícia. Entretanto, autoridades da aviação civil francesa ficaram com elas durante 10 dias até que foram confiscadas legalmente[carece de fontes?]. Verificou-se, então, que elas haviam sido abertas fisicamente e que foram removidos oito segundos da fita magnética, incluindo os quatro segundos anteriores ao acidente[carece de fontes?]. Além disso, em determinado trecho, os registros de dados e de voz estavam quatro segundos fora da sincronização. Isto conduziu à suposição de que o registro de dados do voo fora alterado, ou mesmo substituído[carece de fontes?].
Após esse acidente com o Airbus, um piloto de Boeing 747 da Air France, Norbert Jacquet, na ocasião com 38 anos de idade, questionou a confiabilidade do avião, altamente computadorizado, bem como a versão oficial fornecida à imprensa a respeito do acidente. Também apontou a tentativa de se esconder graves defeitos na tecnologia do Airbus. Ele acabou demitido da Air France, acusado de insano, teve seu brevê revogado definitivamente e ainda passou por vários estabelecimentos prisionais franceses, na maioria manicômios. Norbert Jacquet escreveu um livro sobre o caso, intitulado Airbus.